# A Little Bit
«A Little Bit» —en español: «Un poco más»— es una canción interpretada por la cantante estadounidense Jessica Simpson, incluida originalmente en su segundo álbum de estudio, Irresistible (2001). Fue compuesta por Kara DioGuardi, Steve Morales, D. Siegelk y producida por Steve Morales y Ric Wake. Lanzada el 29 de octubre de 2001 como segundo sencillo del álbum. De géneros teen pop y dance-pop, su letra hablan de una chica que desean cambios en una relación. La canción recibió críticas mixtas por parte de los críticos, algunos de estos dijeron que era una gran producción. 
Con su lanzamiento, «A Little Bit» no obtuvo ningún éxito comercial. La canción no logró entrar a las listas musicales en los Estados Unidos, debido a que su promoción fue cancelada por los ataques de 11/09 en Nueva York. Con esto, fue la primera canción de Simpson en no lograr posicionarse en la Lista Billboard Hot 100. El tema solo debutó en las listas musicales de países como; Australia, Romania, Portugal, México y Venezuela. El video musical de «A Little Bit» fue dirigido por Hype Williams. El vídeo fue grabado en Los Ángeles, California. Se estrenó en septiembre de 2001 en TRL, pero entró en la cuenta regresiva en octubre. El vídeo fue menos exitoso que Irresistible, solo alcanzó el puesto número 7 en TRL.
En 2003, la cantante Rosie Ribbons hizo una versión de la canción, que lanzaron como sencillo. El sencillo alcanzó el puesto No. 17 en el Reino Unido.

## Antecedentes y composición

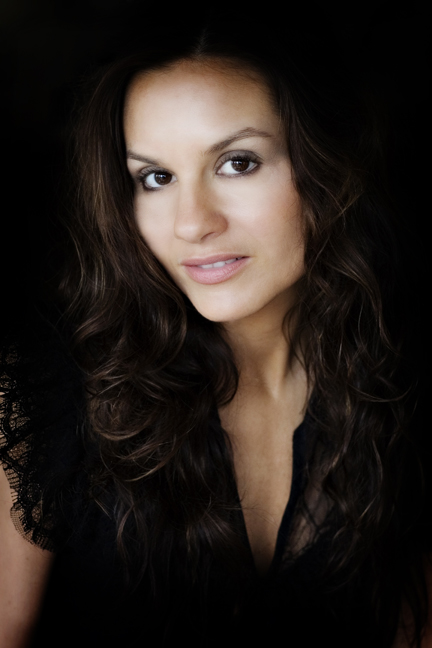
Kara DioGuardi fue una de las escritoras de esta canción.

En 2000, Simpson comenzó a grabar su segundo álbum de estudio, Irresistible (2001), en Nueva York y Suiza.
«A Little Bit» fue escrita por Kara DioGuardi, Steve Morales, David Siegal, y producida por Morales y Ric Wake. El tema combina los estilos teen pop y dance-pop, a través de un ritmo bailable pesado. De acuerdo con la partitura publicada en Musicnotes.com de Alfred Music Publishing, «A Little Bit» es una canción dance-pop, integrado en un "pop medio". Está escrito en la tonalidad de Mi menor. Su ritmo se establece en tiempo común, y se mueve a un ritmo de 94 latidos por minuto. También tiene la secuencia de Em-C-B ♯ / D como su progresión de acordes. La voz de Simpson en los tramos canción de la nota de G3 a la nota alta de D5. 
Las voces fueron grabadas por Dan Hetzel en Sony Music Studios de Nueva York, y el tema fue mezclado por Hetzel, junto con Richie Jones en Cove City Sound Studios (Glen Cove, Nueva York). La programación del teclado se llevó a cabo por Eric Kupper. De acuerdo con Simpson, el mensaje detrás de la canción es para los «chicos para escuchar más a la niña». «Un hombre tiene que dar un poco más de sí mismo, un poco más de su tiempo. Se trata del amor, va mucho más lejos, el hombre sería realmente desinteresada», explicó.

## Recepción
La canción recibió críticas mixtas por parte de los críticos, algunos apreciaron su música, mientras que otros estimaron que tenía demasiada producción. Kirsten Koba de PopMatters dio una revisión positiva. Sin embargo, Chuck Campbell, de Daily News considera la canción como «muy procesada». La canción debutó en el número sesenta y dos en el Australian Singles Chart, en la semana del 5 de noviembre de 2001 que se convirtió en su posición máxima.

## Vídeo musical y actuaciones en vivo
El vídeo musical fue dirigido por Hype Williams. Se estrenó el 27 de septiembre de 2001, en Total Request Live de MTV. El video se desarrolla en una futurista nave espacial como el establecimiento donde Simpson realiza una coreografía de danza intrincada, con cuatro hombres y cuatro bailarinas. Llevaba una camiseta sin mangas de color arco iris y una minifalda en el video. En una parte, los bailarines actúan en parejas con Simpson delante de ellos. Más tarde, Simpson bailó junto a un bailarín con gafas de sol y una camiseta blanca con una bandera estadounidense deslumbrado. En la escena final del vídeo, Simpson es acompañada por los bailarines mismos, desde el principio, para hacer la coreografía en una habitación roja, y bailar con polestands futurista.
Simpson interpretó la canción en su Dreamchaser Tour (2001). Por su actuación en la gira, Simpson fue acentuado por un top blanco y pantalones a cuadros, y también llevaba un sombrero rojo y una corbata roja. Su actuación también hizo uso de postes similares a la utilizada en el video musical. También interpretó la canción en MuchMusic de Canadá. 
El 17 de noviembre de 2001, ella apareció en la demostración del bosquejo MADtv comedia e interpretó la canción. La canción fue realizada junto con «Irresistible», «I Wanna Love You Forever» y «I Think I'm in Love with You», en el Jingle Bell Bash, organizado por KBKS-FM, en el año 2001. Más tarde interpretó la canción en Año Nuevo de 2001, Dick Clark's Rockin 'Eve, junto con "Irresistible".

## Formatos
Australia CD-Single
1. «A Little Bit»
2. «A Little Bit» (Chris "The Greek" & Guido Club Mix)
3. «Irresistible» (Hex Hector Radio Mix)

## Listas
Tras el éxito del primer sencillo del álbum, "Irresistible", se hicieron preparativos para la liberación del segundo sencillo: "A Little Bit", a finales del verano de 2001. Sin embargo, varios días después de que el vídeo musical fue estrenado en MTV, el World Trade Center en la ciudad de Nueva York fue golpeado por los terroristas. Debido a los ataques, Columbia Records, decidió retirar el lanzamiento. Esta decisión fue avalada y aceptada por Jessica Simpson. Como se cancelaron las promociones del sencillo debido al ataque del 11 de septiembre de 2001, la canción no logró entrar en Billboard Hot 100 en los Estados Unidos. Con esto fue la primera canción de Simpson en no logra posicionarse en la lista Billboard Hot 100. 
En México, "A Little Bit" fue el primer sencillo de Jessica para alcanzar el Top 10, ayudado por la promoción de la radio y el video bien por MTV Latinoamérica. También fue la primera vez que Jessica hacía promoción en Latinoamérica, pues hizo una presentación en Otro Rollo, programa de Televisa. En Venezuela, en febrero de 2002, el sencillo debutó en el No. 25, que fue su punto máximo. En Portugal, el sencillo instante debutó en el Top 20, en el número 19 el 13 de agosto de 2001. El sencillo se mantuvo por 10 semanas en la lista. En Australia, 5 de noviembre de 2001, sencillo debutó en el puesto N.º 62, que fue su punto máximo. Un número bajo después de su anterior sencillo "Irresistible", que alcanzó la posición N.º 21.

## Créditos
| - Steve Morales - escritor, coproductor - Kara DioGuardi - escritor, voces de fondo - David Siegal - escritor - Ric Wake - productor - Janie Barnett - coros - Margarita Dorn - coros - Jessica Simpson - voz - Chieli Minucci - guitarra - Dan Hetzel - Ingeniero - Richie Jones - Mezclador, percusión | Remix credits - Chris "The Greek" Panaghi – re-mixer - Guido Osorio – re-mixer |

## Posicionamiento
| Listas (2001-2002)                  | Mejor posición |
| ----------------------------------- | -------------- |
| Australia (ARIA)                    | 62             |
| Chile (Chile Top 100)               | 52             |
| Estados Unidos (ARC Weekly Top 40)  | 23             |
| Filipinas (Philippines Top Hits)    | 11             |
| México (México Singles Chart)       | 10             |
| Portugal (Portugal Singles 100)     | 19             |
| Rumania (Romanian Singles Chart)    | 25             |
| Venezuela Top Anglo (Record Report) | 9              |

## Versión de Rosie Ribbons
«A Little Bit» fue grabado por la cantante inglés Rosie Ribbons, para su álbum de estudio debut Misbehaving. Su versión tiene un "American ambiente" y se deriva de los géneros de pop y r&b. La canción fue lanzada el 13 de enero de 2003 por Telstar, como el segundo sencillo del álbum. Alcanzó el número diecinueve en Reino Unido, y también fue acompañado por un video musical. Ella interpretó la canción en varias apariciones televisivas tales como CD: UK y Top of the Pops. 

### Créditos
- Steve Morales – Escritor
- Kara DioGuardi – Escritor
- David Siegal – Escritor
- ICON – Productor
- Rishi Rich – re-mixer
- M*A*S*H – re-mixer
- Bini & Martini – re-mixer
- Joanna Barnes – rap
- Tanya Scarborough – rap

### Lista de canciones
| - UK Enhanced CD Single 1. «A Little Bit» (Radio edit) – 3:44 2. «A Little Bit» (Rishi 'Smooth' Rich remix) – 4:27 3. «A Little Bit» (M*A*S*H Main Vocal mix) – 6:34 4. «A Little Bit» (Rishi Rich remix) – 3:35 5. «A Little Bit» (Video) | - UK 12" Vinyl Single 1. «A Little Bit» (Bini & Martini High Pressure Mix) 2. A Little Bit (Bini & Martini High Pressure Dub) |